# Alexander Zulukidse

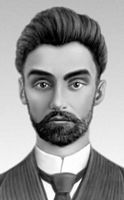
Alexander "Sascha" Zulukidse

Alexander "Sascha" Zulukidse (georgisch ალექსანდრე “საშა” წულუკიძე; * 1. November 1876 in Choni, Provinz Imeretien, Russisches Kaiserreich; † 8. Juli 1905 in Kutaissi, Russisches Kaiserreich) war ein georgischer sozialdemokratischer Revolutionär und Journalist.

## Biographie
Zulukidse stammte aus einer prominenten Fürstenfamilie. Sein Vater gehörte dem alten imeretischen Adelshaus von Zulukidse und seine Mutter dem von Scherwaschidse an.
1896 trat Zulukidse der in Kutaissi ansässigen marxistischen Organisation bei und beteiligte sich an Untergrundaktivitäten während seines Studiums in Moskau zwischen 1897 und 1899. Nach seiner Rückkehr nach Georgien organisierte er eine Reihe von Arbeiterstreiks in Tiflis, Batumi und anderen Städten des Landes. Gemeinsam mit Lado Kezchoweli und Josef Dschugaschwili (genannt Stalin) gründete er die Zeitung „Der Kampf“. Er war ein glühender Verfechter der leninistischen Ideologie und übte scharfe Kritik an legalen Marxisten, Nationalisten und Menschewiki.
1903 gehörte Zulukidse zu den Gründern des Komitees der Kaukasischen Union der Sozialdemokratische Arbeiterpartei Russlands. Wegen seiner Teilnahme an der Russischen Revolution 1905 wurde er in Tiflis festgenommen. Im Gefängnis erkrankte er an Tuberkulose und starb im Juli 1905.
Von 1936 bis 1989 trug Choni, Geburtsort von Zulukidse, seinen Namen.